# SSF Stöldskyddsföreningen

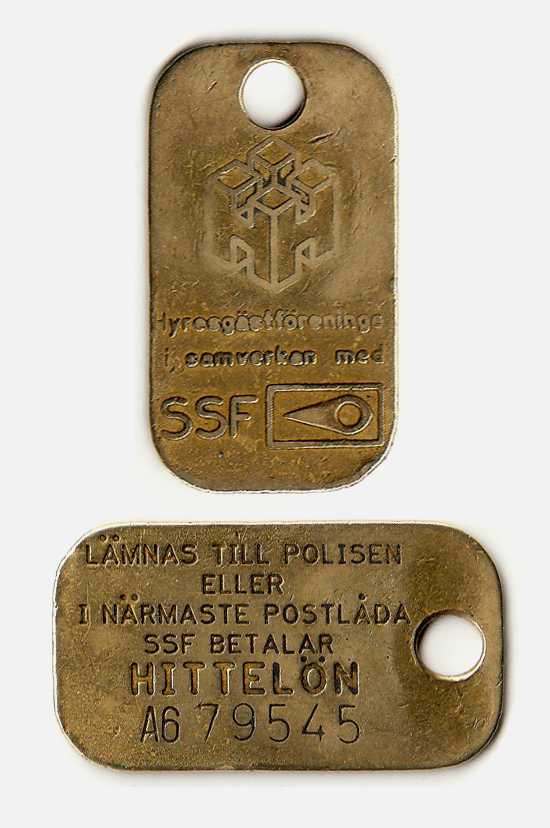
En nyckelbricka från Hyresgästföreningen i samverkan med SSF från ca 1985.

SSF Stöldskyddsföreningen är en oberoende, ideell förening som startades under namnet Polistekniska rådfrågningsbyrån i Göteborg 1934, på initiativ av polismästare  Ernst Fontell och arbetar brottsförebyggande för ett tryggare samhälle. SSF arbetar både på nationell och på lokal nivå. Lokalstyrelsernas representanter kommer från polisen, försäkringsbolagen samt lokala företag och myndigheter.
SSF fungerar som opinionsbildare, rådgivare och informationsspridare. De tar fram normer, publicerar certifierade produkter,  medverkar i europeiska kommittéer och utbildar i säkerhetsfrågor. SSF har spärr- och registreringstjänster för nycklar, kontokort och mobiltelefoner samt stöldskyddsmärkning för bilar och andra värdesaker. SSF erbjuder även telefonrådgivning till företag och privatpersoner inom säkerhetsområdet. 